# Хартман, Квилиндси
Квилиндси Хартман (нидерл. Quilindschy Hartman; родился 14 ноября 2001, Звейндрехт) — нидерландский футболист, левый защитник английского клуба «Бернли» и сборной Нидерландов.

## Клубная карьера
Выступал за молодёжные команды «Эксельсиор» и «Фейеноорд». 21 августа 2022 года дебютировал в первой команде «Фейеноорда», выйдя в стартовом составе в матче Эредивизи против клуба «РКК Валвейк». 10 ноября 2023 года забил свой первый гол за клуб в матче Эредивизи против «Камбюра». В том же месяце защитник подписал с клубом новый контракт до лета 2025 года.
Летом 2025 года перешёл в английский «Бернли», подписав четырёхлетний контракт до середины 2029 года.

## Карьера в сборной
В сентябре 2022 года получил вызов в сборную Кюрасао. Однако «Фейеноорд» не отпустил игрока в сборную, и его дебют за Кюрасао не состоялся.
В марте 2023 года был вызван в сборную Нидерландов до 21 года. 25 марта 2023 года дебютировал за сборную до 21 года в матче против сверстников из Норвегии.
13 октября 2023 года дебютировал за главную сборную Нидерландов в матче против сборной Франции, отметившись забитым мячом.

## Достижения
«Фейеноорд»
- Чемпион Нидерландов: 2022/23
- Обладатель Кубка Нидерландов: 2023/24

## Статистика

### Матчи Хартмана за сборную Нидерландов
| Матчи Хартмана за сборную Нидерландов | Матчи Хартмана за сборную Нидерландов | Матчи Хартмана за сборную Нидерландов | Матчи Хартмана за сборную Нидерландов | Матчи Хартмана за сборную Нидерландов | Матчи Хартмана за сборную Нидерландов |
| ------------------------------------- | ------------------------------------- | ------------------------------------- | ------------------------------------- | ------------------------------------- | ------------------------------------- |
| №                                     | Дата                                  | Соперник                              | Счёт                                  | Голы Хартмана                         | Соревнование                          |
| 1                                     | 13 октября 2023                       | Франция                               | 1:2                                   | 1                                     | Чемпионат Европы 2024 (отбор)         |
| 2                                     | 16 октября 2023                       | Греция                                | 1:0                                   | —                                     | Чемпионат Европы 2024 (отбор)         |
| 3                                     | 18 ноября 2023                        | Ирландия                              | 1:0                                   | —                                     | Чемпионат Европы 2024 (отбор)         |
| 4                                     | 21 ноября 2023                        | Гибралтар                             | 6:0                                   | —                                     | Чемпионат Европы 2024 (отбор)         |

Итого: 4 матча / 1 гол; 3 победы, 0 ничьих, 1 поражение.